# Supersonic (오아시스의 노래)
〈Supersonic〉은 영국의 록 밴드 오아시스의 리드 기타리스트이자 작곡가인 노엘 갤러거가 쓴 오아시스의 데뷔 싱글이다. 1994년 8월에 발매된 데뷔 음반인 《Definitely Maybe》에 수록되었다. 이 곡은 2009년 9월 1일, 락 밴드라는 게임에 라이브 버전으로 등장하였다.

## 발매와 기록들
이 곡은 1994년 8월 30일에 발매된 그들의 데뷔 음반 《Definitely Maybe》에 수록되기 전인 1994년 4월 11일에 싱글로 먼저 발매되어 영국 싱글 차트 31위를 차지했는데 이것은 밴드의 싱글 기록 중 가장 낮은 기록이었으나 215,000장이 팔림으로써 영국에서 가장 많이 팔린 13번째 싱글이 되었다 - 심지어 그들의 2002년 1위였던 〈The Hindu Times〉보다 많이 팔렸다. 같은 해 12월 10일에는 US 빌보드 모던 록 부문 11위를 차지했다.이 곡은 전국방송인 채널 4의 The Word에서 공연한 그들의 TV 데뷔 곡이었다. 이 곡은 아직까지도 밴드(Definitely Maybe - The DVD에서 노엘은 그가 가장 좋아하는 오아시스의 곡으로 언급하였다)와 팬들 모두에게 가장 좋아하는 곡으로 남아있다. 이 싱글은 2006년 영국에서 2위를 차지했다.
2005년 3월, Q 매거진은 〈Supersonic〉을 가장 위대한 기타 트랙 100순위 중 20위로 꼽았다. 2007년 5월 NME는 이 곡을 가장 위대한 인디밴드의 찬가들 중 25위로 꼽았다.

## 배경
이 곡의 인기에도 불구하고, 노엘은 이 곡은 기본적으로 밴드가 녹음하러 스튜디오에 들어가기 바로 직전, 몇 분 만에 써내려간 말도 안 되는 가사들의 총집합이라고 주장한다. 가사에 등장하는 "엘자 Elsa"가 누구인가에 관해 혼란이 생겼다 - 노래에 따르면 '그녀는 의사와 했어/헬리콥터에서/그녀는 휴지를 킁킁거리지/신문지를 팔면서 (She done it with a doctor/On a helicopter/she sniffin' in a tissue/Sellin' the Big Issue)'. 노엘은 말하였다. "누군가가 내게 "Supersonic"이 10대 창녀에 관한 것이라고 말하더군. 거지같아!" 엘자는 이 곡이 쓰이던 날 스튜디오에 있던 위장장애를 가진 아홉 살의 로트와일러견종의 강아지라고 밝혀졌으며, 이 때문에 '그녀는 알카살처(소화제)에 심취해있어 (she's into Alka Seltzer)'라는 가사가 나왔다. 이 곡은 리버풀의 핑크 뮤지엄(The Pink Museum)에서 작곡되고 녹음되었다. 오아시스는 〈Bring It On Down〉의 데모를 녹음할 예정이었으나 제대로 하지 못해서 노엘은 방에 들어가 30분정도만에 〈Supersonic〉을 썼다. 〈Supersonic〉은 모든 사람에게 강렬한 인상을 남겨서, 이 곡이 오아시스의 첫 번째 싱글로 낙찰되었다. 노엘은 인터뷰에서 〈Supersonic〉의 독특한 리드 기타 파트는 1971년 조지 해리슨의 싱글인 〈My Sweet Lord〉의 침착한 도입부에서 따왔다고 밝혔다. 오아시스는 이 곡의 뮤직비디오를 영국 버전과 미국 버전의 두 가지 버전으로 촬영했다. 영국 버전의 뮤직비디오에서 밴드는 옥상 위에서 연주하는데 이는 비틀즈의 옥상 공연과 비슷하다.
2009년 독일 라디오 3FM과의 인터뷰에서 노엘은 그가 리암, 귁시, 오아시스의 전 드러머인 토니 맥캐롤과 함께 모두 오아시스의 전 기타리스트인 본헤드의 집에 둘러앉아 저녁의 BBC Radio 1에서 〈Supersonic〉을 처음 들었던 날에 관해 이야기했다.
"이건 리버풀에서 어느 날 밤 작곡되고 녹음되었지. 우리는 맥기를 위해 〈Bring It On Down〉의 데모를 녹음하러 갔었는데, 잘 해내질 못했어... 그리고 우리는 무언가를 해야만 했지. 그래서 나는 방으로 들어가 〈Supersonic〉을 30분 정도만에 썼어. 이 노래는 한 번도 리믹스되지 않았지." - 노엘 갤러거

## 세션
- 리암 갤러거 : 보컬, 탬버린
- 노엘 갤러거 : 리드기타
- 토니 맥캐롤 : 드럼
- 폴 "본헤드" 아서스 : 리듬기타
- 폴 "귁시" 맥기건 : 베이스
- 안소니 그리피스 : 코러스

## 트랙 목록
- CD CRESCD 176

1. "Supersonic" - 4:43
2. "Take Me Away" - 4:30
3. "I Will Believe" (live) - 3:46
4. "Columbia" (White Label Demo) - 5:25

- 7" CRE 176

1. "Supersonic" - 4:43
2. "Take Me Away" - 4:30

- 12" CRE 176T

1. "Supersonic" - 4:43
2. "Take Me Away" - 4:30
3. "I Will Believe" (live) - 3:46

- Cassette CRECS 176

1. "Supersonic" - 4:43
2. "Take Me Away" - 4:30

- Japanese EP ESCA 602

1. "Supersonic"
2. "Shakermaker"
3. "Columbia" (white label demo)
4. "Alive" (8 track demo)
5. "D'Yer Wanna Be a Spaceman?"
6. "I Will Believe" (live)

〈I Will Believe〉는 1993년 BBC의 라디오 세션에서 녹음되었다고 믿어진다.
〈Columbia〉의 데모는 1993년 12월 프로모션으로 발매된 한정판 하얀색 앨범에 실린 버전과 같은 버전이며, 그 자체가 1993년 봄 리버풀에서 녹음된 오리지널 데모의 추가된 버전이다.
이 곡은 오아시스의 컴필레이션 앨범인 《Stop the Clocks》에 포함되어 있으며, 유로 2004의 공식 음반인 《Vive O 2004!》에도 수록되어 있다.